# Stephen Moore (3e comte Mount Cashell)
Pour les articles homonymes, voir Stephen Moore et Moore.
Stephen Moore, 3e comte de Mount Cashell (20 mai 1792 - 10 octobre 1883), appelé Lord Kilworth jusqu'en 1822, est un aristocrate et homme politique anglo-irlandais qui a passé une grande partie de sa vie dans ce qui est aujourd'hui le Canada.

## Jeunesse et éducation
Il est né à Dublin, en Irlande, fils de Stephen Moore (2e comte Mount Cashell) et de Margaret King, fille de Robert King (2e comte de Kingston). Le point de vue de sa mère sur l'éducation et le traitement des enfants avait été formé par son temps en tant qu'élève de Mary Wollstonecraft. Il est diplômé du Trinity College de Cambridge .

## Carrière
Il passe quelque temps en Suisse et se marie en 1819 avec Anna Marie Wyse (c. 1793-1876) de Berne. Le couple vit ensuite un certain temps à Francfort, en Allemagne, et a quatre filles et trois fils.
En 1826, il est élu représentant irlandais Peer et prend place à la Chambre des lords .
En 1833, la famille quitte l'Europe pour Amérique du Nord britannique et s'installe dans le canton de Lobo dans le district de London, Haut-Canada (plus tard canton de Lobo dans le comté de Middlesex, Ontario). En utilisant les services d'un agent, Lord Mount Cashell a acheté le grand domaine du capitaine John Matthews, homme politique du Haut-Canada et ancien officier de l'Artillerie royale, venu en Amérique du Nord britannique à la suite du gouverneur général Charles Lennox (4e duc de Richmond). Pendant son séjour dans le Haut-Canada (plus tard Canada-Ouest puis en Ontario), il a parfois contourné les autorités locales en faisant valoir ses droits en tant que représentant élu au sein de la pairie irlandaise. Le folklore local indique qu'il avait une propension à utiliser un pistolet pour tirer sur des mouches qui se sont infiltrées dans sa maison. Le 1er octobre 1865, l'avocat de Mount Cashell, HCR Becher, basé à London, en Ontario, a confié dans son journal que «le comte de Mountcashell dîne souvent avec moi. C'est un client gênant, plutôt amusant en tant qu'invité au début, mais surtout ennuyeux. " Divers membres de la famille ont voyagé entre la Grande-Bretagne et les terres d'Amérique du Nord britannique et la belle-fille de Mount Cashell, Jane Dance, épouse de l'hon. George F. Moore est décédé à la propriété Lobo en 1868 et est enterrée dans un cimetière local .
En 1847, il est élu membre de la Royal Society .
En 1870, la famille retourne en Grande-Bretagne. Il meurt à Paddington, Londres, âgé de 91 ans en octobre 1883 et son fils Stephen Moore, 4e comte Mount Cashell (1825–1889), puis son autre fils, Charles William Moore, 5e comte Mount Cashell (1826– 1898) lui succèdent.